# Julius Thornberg
Julius Carl Ferdinand Thornberg (geboren am 13. August 1883 in Helsingør; gestorben am 7. September 1945 in Kopenhagen) war ein dänischer Geiger.
Thornberg war Sohn eines Möbeltischlers, ausgebildeter Geiger und bereits als 16-Jähriger zum Mitglied des Königlichen Orchesters zugelassen. Er reiste 1905 nach Warschau, um als Kapellmeister der Nationalphilharmonie (Warschau) zu fungieren, spielte dann als Konzertmeister im Concertgebouw Amsterdam. 1910 dann Konzertmeister bei den Berliner Philharmonikern, gab diese Position jedoch auf, als der Erste Weltkrieg 1914 ausbrach. 1916 kehrte er nach Dänemark zurück. Thornberg trat immer noch häufig als Solist auf den großen, europäischen Konzertpodien auf, so 1922 bei den Wiener Philharmonikern. 1923 begann er erneut im Königlichen Orchester zu spielen und wurde 1930 zu deren Konzertmeister ernannt. Er spielte die Uraufführungen der Violinkonzerte von Hakon Børresen und Louis Glass, von letzterem Konzert ist er Widmungsträger.